# Guardamiglio
Guardamiglio ist eine Gemeinde mit 2660 Einwohnern (Stand 31. Dezember 2023) in der Provinz Lodi in der italienischen Region Lombardei.

## Ortsteile
Im Gemeindegebiet liegen neben dem Hauptort die Fraktion Valloria sowie die Wohnplätze Cannette und Chierichezze.